# William Whetstone
William Whetstone (XVII secolo – 1711) è stato un ammiraglio inglese.

## Biografia

### Primi anni
Whetstone sembra essere nato in una famiglia di marinai, suo padre John Whetstone era probabilmente un ufficiale della marina. William si stabilì a Bristol, diventando un membro della società di Bristol e comandando una nave mercantile, la Maria di Bristol, con la quale effettuò il commercio con Virginia e Barbados. Il suo commercio sembra essere stato in una vasta gamma di beni, tra cui il serge.
Sembra che sposò una donna di nome Sarah nel 1677, e nello stesso anno prese un apprendistato che sarebbe durato fino al 1684. Questo matrimonio ebbe due figli e due figlie; la figlia maggiore, anch'ella di nome Sarah, sposò l'ufficiale di marina Woodes Rogers. La prima moglie di William morì nel 1698 e fu sepolta nella chiesa di San Nicola, Bristol, il 19 ottobre 1698.

### La carriera navale
William entrò in servizio in marina, fu nominato il 30 luglio 1689 al comando della nave a noleggio Europa su cui trascorse i due anni successivi trasportando rifornimenti all'Irlanda.
Fu poi brevemente nominato al comando della HMS Portsmouth dal 3 febbraio al 12 agosto 1691. A bordo della nave fu notato dall'ammiraglio Edward Russell, che lo descrisse come "un brav'uomo", tuttavia rimase senza incarichi per tutto il 1692.
Tornò in servizio attivo nel 1693, inizialmente come proprietario della nave corsara Delavall, ma in seguito ricevette una commissione per il comando della HMS Norfolk che fu poi costruita a Southampton.
La HMS Norfolk fu varata il 27 marzo 1693, e Whetstone ne assunse subito il comando. La lasciò il 23 maggio. Seguì una serie di brevi comandi prima di prendere il comando della HMS York dal 13 luglio 1693 al 13 giugno 1695.

### La Jamaica Station
Il successivo comando di Whetstone fu il 6 luglio 1696 alla HMS Dreadnought. Salpò per Terranova, trascorrendo i successivi tre anni presso la Newfoundland Station, finché fu dimesso il 13 luglio 1699.
Seguì il comando della HMS Yarmouth, che durò dal 19 maggio 1700 al 4 giugno 1701, quando Whetstone fu promosso commodoro e trasferito a York a capo dello squadrone in partenza per la Giamaica. Tentò di salpare, ma fu costretto due volte a tornare a Plymouth per le riparazioni. Infine Whetstone prese il comando della HMS Canterbury il 4 febbraio 1702 con cui attraversò l'Atlantico. Arrivò nelle Indie Occidentali nel mese di maggio, unendosi alla flotta di Port Royal sotto il comando del viceammiraglio John Benbow. Benbow lo promosse retroammiraglio.
L'inizio della guerra di successione spagnola raggiunse Benbow il 7 luglio. Si staccò Whetstone e sei navi per cercare al largo di Port St Louis a Hispaniola uno squadrone francese sotto l'ammiraglio Jean-Baptiste Du Casse, che si credeva avrebbe raggiunto il porto durante il suo viaggio a Cartagena de Indias, da dove avrebbe potuto razziare le navi inglesi e olandesi. Dopo la partenza di Whetstone, Benbow prese il suo squadrone e salpò per Cartagena, sperando che lui o Whetstone avrebbero trovato Du Casse e lo avrebbe portato in battaglia. Quando Whetstone raggiunse Hispaniola, Du Casse era già partito, e fu Benbow a scontrarsi con Du Casse. Dopo l'insoddisfacente conclusione dell'azione, Benbow ferito tornò a Port Royal, incontrando Whetstone che ritornava dalla crociera al largo di Hispaniola.
Whetstone presiedette il tribunali militare che processò i capitani che avevano disertato la battaglia abbandonando il comandante Benbow. Benbow morì il 4 novembre 1702 per le ferite riportate nell'azione dell'agosto 1702. Whetstone divenne comandante in capo della Jamaica Station e rimanendolo fino al giugno 1703, quando fu sostituito dal viceammiraglio John Graydon. Whetstone continuò ad attaccare le navi corsare al largo di Hispaniola, ma un assalto alla colonia francese di Placentia dovette essere abbandonato a causa del tempo, delle difese dell'isola e delle malattie scoppiate sulle navi. Whetstone e Graydon lasciarono la Giamaica, con Whetstone che ritornò in Inghilterra nell'ottobre 1703.

### La promozione a retroammiraglio
Il principe Giorgio promosse Whetstone a contrammiraglio dell'azzurro nel gennaio 1704. La promozione causò tuttavia polemiche, perché fu fatta passando davanti ad altri capitani, tra cui Sir James Wishart. Wishart, sotto il comando di Sir George Rooke, minacciò di dimettersi per la questione. Wishart fu poi nominato contrammiraglio dell'azzurro, e divenne più anziano di Whetstone antecedente la sua commissione. Whetstone ottenne il comando di uno squadrone nella Manica nel marzo 1704, e fu promosso retroammiraglio del bianco il 18 gennaio 1705. La nomina a comandante in capo nelle Indie Occidentali avvenne il 17 febbraio, e cinque giorni dopo il 22 febbraio ebbe il cavalierato.
Alzò la bandiera a bordo della HMS Montagu e arrivò in Giamaica per assumere il comando a metà maggio. Fu in gran parte ostacolato dalla debolezza delle navi sotto il suo comando. Ciononostante le navi più piccole furono in grado di ottenere alcune vittorie, ma la flotta non fu mai abbastanza forte da poter attaccare qualsiasi insediamento spagnolo. Whetstone sperava di convincere il governatore di Cartagena a dichiararsi a favore di re Carlo, ma ricevette la risposta che il governatore "non conosceva sovrano, ma re Filippo". Tuttavia Whetstone continuò a persistere, e nel 1706, lui e il governatore Handyside tentarono di convincere le colonie spagnole a Cuba e Cartagena a dichiararsi a favore di Carlo. Whetstone fu sollevato più tardi quell'anno da uno squadrone sotto William Kerr, e tornò in Inghilterra nel dicembre 1706.

### Le ultime azioni e la caduta in disgrazia
Whetstone ottenne il comando di uno squadrone nel maggio 1707, e gli fu ordinato di operare al largo di Dunkerque contro Claude de Forbin, un pericoloso corsaro.
Nel mese di giugno gli fu ordinato di scortare un convoglio di diciannove navi della Compagnia Moscovia fino alle Isole Shetland. Whetstone navigò con loro fino oltre le Shetland, prima di invertire la rotta. Il convoglio fu però poi intercettato da Forbin, che catturò quindici dei mercanti. Anche se gli ordini erano insufficienti nel loro campo di applicazione, e Whetstone li aveva soddisfatti per intero, la Società Moscovia era indignata.
Si tenne un processo in cui Whetstone fu accusato in un tribunale di aver lasciato le navi indifese. L'Ammiragliato lo difese, ma alla fine Whetstone divenne il capro espiatorio. Fu licenziato dal suo comando e non ricevette altri impieghi. Morì nel 1711 e fu sepolto a St Michael's, Bristol il 3 aprile 1711.